# Ocult en la memòria
Ocult en la memòria (títol original: The Blackout) és una pel·lícula estatunidenca dirigida per Abel Ferrara, estrenada el 1997 i doblada al català. Ha estat doblada al català.
Es va projectar fora de concurs al Festival de Cannes 1997

## Argument
El director de culte Abel Ferrara va dirigir aquesta típica mirada nerviosa sobre un actor que abusa de l'alcohol i les drogues que pren un gir inesperat. Matty (Matthew Modine) és un actor la carrera del qual té una ràpida ascensió; tanmateix, no pot manejar les pressions de la vida a Hollywood, i es dirigeix a Miami per recarregar les seves bateries emocionals. Donada la vida nocturna de Miami, aquesta no és l'elecció més assenyada que podria haver fet, i s'enfonsa aviat en un mar de begudes i drogues. Matty demana a la seva xicota Annie (Beatrice Dalle) que es casi amb ell, però el refusa, amargada d'haver avortat un cert temps enrere, ja que no volia tenir un fill d'un drogoaddicte. Matty, tanmateix, a penes pot recordar aquest esdeveniment. L'amic de Matty Mickey (Dennis Hopper), un propietari d'un club nocturn i artista de vídeo, decideix que Matty necessita escapar dels seus problemes, i passen una nit llarga de festa, durant la qual Matty recull una cambrera, també nomenada Annie (Sarah Lassez).
En algun moment al llarg de la nit, Matty beu tant que es desmaia, i es desperta sense recordar res. 18 mesos més tard, Matty viu a Nova York amb la seva nova xicota Susan (Claudia Schiffer). No pot treure's Annie del cap, i vola a Miami per visitar-la, esperant tancar algunes velles ferides. Però Annie la cambrera resulta tenir algunes males notícies per a ell quan arriba a Florida. Ocult en la memòria va marcar el debut com a actriu de la model Claudia Schiffer, i, com en unes quantes de les pel·lícules prèvies de Ferrara, el rapper Schooly D va col·laborar amb unes quantes cançons a la banda sonora.

### El règimdiegètic
Aquesta pel·lícula ens ofereix inicialment una forta narració, en la qual s'explica una història bastant clara. Un cop amb la cambrera s'apaga, i tot el que succeeix després té un lapsus de divuit mesos amb Matthew que intenta desintoxicar-se i reconstruir una nova vida amb una onada imparable de somnis i records que omplen la ment del protagonista, que se superposen els uns als altres i es contradiuen entre si. La fiabilitat de la memòria es posa en dubte, i ni Matty ni l'espectador pot precisar si la cambrera va ser assassinada. La narrativa d'aquesta pel·lícula passa de fort a feble, i fins i tot es converteix en antinarració: no hi ha narració lineal, tot se superposa i duplica, no hi ha un temps "present" de la diègesi. L'espectador de la pel·lícula es torna incapaç de reconstruir els fets.
Fer una pel·lícula que posi en crisi els cànons narratius clàssics és una tendència bastant generalitzada en diferents moments del cinema contemporani. Aquesta pel·lícula soscava les formes narratives ben consolidades a l'època del cinema clàssic: per exemple, hi ha una gran quantitat d'auto-referències del món del cinema, hi ha un ús reiterat del flashback i fade que d'alguna manera en lloc de claredat només serveixen per confondre i desorientar l'espectador.

## Repartiment
- Matthew Modine: Matty
- Claudia Schiffer: Susan
- Béatrice Dalle: Annie 1
- Sarah Lassez: Annie 2
- Dennis Hopper: Mickey Wayne